# Somatogyrus substriatus
Somatogyrus substriatus är en snäckart som beskrevs av Walker 1906. Somatogyrus substriatus ingår i släktet Somatogyrus och familjen tusensnäckor. Inga underarter finns listade i Catalogue of Life.